# Kongsvinger IL Toppfotball
Pour les articles homonymes, voir KIL.
Maillots
Dernière mise à jour : 30 novembre 2024.
Le Kongsvinger IL Toppfotball (KIL) est un club norvégien de football basé à Kongsvinger.
Il fait partie du club sportif Kongsvinger IL.

## Historique
- 1892 : fondation du club sous le nom Kongsvinger og Omegns SF
- 1923 : fusion avec le Kongsvinger IF en Kongsvinger IF og Kongsvinger og Omegns SF
- 1934 : le club est renommé Kongsvinger IL
- 1940 : absorption du AIL Fram Kongsvinger
- 1993 : 1re participation à une Coupe d'Europe (C3, saison 1993/94)

## Bilan sportif

### Palmarès
- Vice-champion de Norvège (1992)
- Champion de Division 2 (1982)
- Finaliste de la Coupe de Norvège de football (2016)

### Bilan par saison depuis 1980
| Saison | D | Place | Groupe     | Note       |
| ------ | - | ----- | ---------- | ---------- |
| 2014   | 3 | 5     | 1          |            |
| 2013   | 2 | 14    | Relégation |            |
| 2012   | 2 | 9     |            |            |
| 2011   | 2 | 7     |            |            |
| 2010   | 1 | 15    |            | Relégation |
| 2009   | 2 | 3     |            | Promu      |
| 2008   | 2 | 13    |            |            |
| 2007   | 2 | 4     |            |            |
| 2006   | 2 | 7     |            |            |
| 2005   | 2 | 10    |            |            |
| 2004   | 2 | 3     |            | Maintien   |
| 2003   | 3 | 1     | 2          | Promu      |
| 2002   | 3 | 7     | 1          |            |
| 2001   | 2 | 14    |            | Relégation |
| 2000   | 2 | 5     |            |            |
| 1999   | 1 | 14    |            | Relégation |
| 1998   | 1 | 12    |            | Maintien   |
| 1997   | 1 | 6     |            |            |
| 1996   | 1 | 7     |            |            |
| 1995   | 1 | 11    |            |            |
| 1994   | 1 | 5     |            |            |
| 1993   | 1 | 8     |            |            |
| 1992   | 1 | 2     |            |            |
| 1991   | 1 | 8     |            |            |
| 1990   | 1 | 8     |            |            |
| 1989   | 1 | 5     |            |            |
| 1988   | 1 | 8     |            |            |
| 1987   | 1 | 3     |            |            |
| 1986   | 1 | 3     |            |            |
| 1985   | 1 | 4     |            |            |
| 1984   | 1 | 7     |            |            |
| 1983   | 1 | 9     |            |            |
| 1982   | 2 | 1     |            | Promu      |
| 1981   | 2 | 3     |            |            |
| 1980   | 2 | 6     |            |            |

Bilan (depuis 1980) :
- 18 saisons en Tippeligaen
- 14 saisons en D2
- 3 saisons en D3

### Bilan européen
Note : dans les résultats ci-dessous, le score du club est toujours donné en premier
| Saison    | Compétition     | Tour                | Club         | Domicile | Extérieur | Total     |
| --------- | --------------- | ------------------- | ------------ | -------- | --------- | --------- |
| 1993-1994 | Coupe UEFA      | Premier tour        | Östers IF    | 4 - 1    | 3 - 1     | 7 - 2     |
| 1993-1994 | Coupe UEFA      | Seizièmes de finale | Juventus FC  | 1 - 1    | 0 - 2     | 1 - 3     |
| 1997      | Coupe Intertoto | Groupe 8            | TPS Turku    | 0 - 2    | N/A       | Cinquième |
| 1997      | Coupe Intertoto | Groupe 8            | Hajduk Kula  | N/A      | 0 - 2     | Cinquième |
| 1997      | Coupe Intertoto | Groupe 8            | Lommel SK    | 1 - 1    | N/A       | Cinquième |
| 1997      | Coupe Intertoto | Groupe 8            | Halmstads BK | N/A      | 1 - 2     | Cinquième |
| 1998      | Coupe Intertoto | Premier tour        | Ebbw Vale    | 3 - 0    | 6 - 1     | 9 - 1     |
| 1998      | Coupe Intertoto | Deuxième tour       | FC Twente    | 0 - 2    | 0 - 0     | 0 - 2     |

Légende
- Victoire ou qualification pour le tour suivant
- Match nul
- Défaite ou élimination de la compétition

## Personnalités du club

### Anciens joueurs
- Christer Basma
- Stig Inge Bjørnebye
- Geir Frigård
- Jon Inge Høiland
- Kjell Roar Kaasa
- Olav Nysæter
- Vidar Riseth
- Hai Ngoc Tran